# Besleria grandifolia
Besleria grandifolia är en tvåhjärtbladig växtart som beskrevs av Heinrich Wilhelm Schott. Besleria grandifolia ingår i släktet Besleria och familjen Gesneriaceae. Inga underarter finns listade i Catalogue of Life.